# Давила, Педрариас
Педра́риас Да́вила или Пе́дро А́риас де А́вила (исп. Pedrarias Dávila; около 1468 года, Сеговия, Кастилия — 6 марта 1531, Леон-Вьехо) — испанский конкистадор, который управлял первыми европейскими колониями в Америке.
Двоюродный брат конкистадора Хиля Давилы. Отплыл из Испании в 1514 году с 19 судами и 1500 солдатами. 12 лет был губернатором в Панаме, ещё 4 года — в Никарагуа.
В 1519 году казнил своего соперника Нуньеса де Бальбоа и основал город Панама.
В 1524 году отрядил Писарро на завоевание Империи инков.
Его зять Эрнандо де Сото первым из европейцев исследовал Луизиану и Техас и добрался до Миссисипи.
Он оставил незавидный послужной список, считался ненадежным, жестоким и беспринципным человеком.  Однако, основав Панаму, он заложил основу для открытия западного побережья Южной Америки и последующего завоевания Перу.